# Кнопка вправо снизу
Кнопка вправо снизу (◌̙) — диакритический знак, используемый в МФА.

## Использование
Впервые был введён в МФА для обозначения сдвига артикуляции вперёд в 1900 году, при этом всегда ставился после буквы. В 1904 году было введено дополнительное обозначение в виде удвоенного знака (꭫꭫) для сдвинутых гласных, однако впоследствии оно никогда более не упоминалось. Символ не упоминался в таблице 1912 года. В 1921 году было отмечено, что вместо него некоторые авторы предпочитают использовать плюс снизу; этот символ официально заменил ꭫ в 1947 году.
В 1989 году символ был вновь введён для обозначения отодвинутого корня языка; с этого момента он всегда ставится под буквой.